# 大哈拉斯
大哈拉斯是奥地利下奥地利州米斯特尔巴赫县的一个市镇。总面积42.65平方公里，总人口1172人，人口密度27.5人/平方公里（2005年）。